# 湯村温泉ヘリポート
湯村温泉ヘリポート（ゆむらおんせんヘリポート）は、兵庫県美方郡新温泉町の照来（てらぎ）地区にかつて存在した公共用ヘリポート。2008年9月25日に廃止された。

## 概要
1991年に基本計画を策定、1993年6月に着工し、1994年1月末に滑走路やエプロンなどが完成、同年5月14日に開港。総工費約5億4350万円で11m×9mの誘導路、832m2の大型エプロン（駐機場）1バース、104m2の管理庁舎を備えた。

## 利用状況
カワサキヘリコプタシステムにより開港から2002年3月31日までの間、神戸ヘリポート、但馬飛行場間の旅客便運行があった。使用機材はカワサキBK-117型。
現在の位置に開設される以前は、湯村温泉付近の岸田川河川敷に臨時離着陸場が存在した。1990年7月から神戸ヘリポートや日高町との間で兵庫県による試験運行が阪急航空に委託されて行われていたが、1991年8月5日に湯村温泉を飛び立った阪急航空アエロスパシアルAS365N型機が兵庫県美方郡村岡町（当時）の大峰山に墜落し8名死亡という事故を起こしたために旅客便運行は中止されていた。